# Liste der Kulturdenkmale in Roda (Grimma)
In der Liste der Kulturdenkmale in Roda sind die Kulturdenkmale des Grimmaer Ortsteils Roda verzeichnet, die bis August 2024 vom Landesamt für Denkmalpflege Sachsen erfasst wurden (ohne archäologische Kulturdenkmale). Die Anmerkungen sind zu beachten.
Diese Aufzählung ist eine Teilmenge der Liste der Kulturdenkmale in Grimma.

## Roda
| Bild                                    | Bezeichnung                                                                              | Lage                         | Datierung                                                               | Beschreibung | ID       |
| --------------------------------------- | ---------------------------------------------------------------------------------------- | ---------------------------- | ----------------------------------------------------------------------- | --- | -------- |
| Direkt Bild zu diesem Denkmal hochladen | Wohnstallhaus (mit angebautem Backhaus), Scheune und Toreinfahrt eines Bauernhofes       | An der Wiese 1 (Karte)       | Bezeichnet mit 1872                                                     | Landschaftstypische Putzbauten, Zeugnisse der bäuerlichen Bau- und Lebensweise im 19. Jahrhundert, heimat- und baugeschichtlich von Bedeutung. Bezeichnet mit 1872 (Türsturz), zweigeschossiger verputzter Massivbau, Fenstergewände im Erdgeschoss in Sandstein, im Obergeschoss nur Fenstersohlbänke in Sandstein, Ziegelsteintraufe, Satteldach, originale Putzgliederung, rückwärtig Backhaus, Einfriedung. | 08974309 |
| Direkt Bild zu diesem Denkmal hochladen | Wohnstallhaus eines ehemaligen Vierseithofes                                             | Rodaer Dorfplatz 5 (Karte)   | Bezeichnet mit 1855                                                     | Stattlicher Putzbau mit Krüppelwalmdach, Zeugnis der baulichen Entwicklung im Ort des 19. Jahrhunderts, platzbildprägend, heimat- und baugeschichtlich von Bedeutung. Bezeichnet mit 1853 (Türsturz), zweigeschossiger verputzter Massivbau (Bruchstein), Fenstergewände in Sandstein, im Giebel drei Rundbogenfenster, verputzte Ziegelsteintraufe, Krüppelwalmdach, Türgewände mit Verdachung in Sandstein. | 08974307 |
| Direkt Bild zu diesem Denkmal hochladen | Wohnstallhaus (mit angebautem Backhaus), Seitengebäude und Toreinfahrt eines Bauernhofes | Rodaer Landstraße 8 (Karte)  | 1853 (Wohnstallhaus); bezeichnet mit 1853 (Toreinfahrt)                 | Wohnstallhaus stattlicher Putzbau mit Krüppelwalmdach, Seitengebäude Obergeschoss Fachwerk, Zeugnis der bäuderlichen Bau- und Lebensweise im Ort und in der Region im 19. Jahrhundert, heimat- und baugeschichtlich von Bedeutung. - Wohnstallhaus: zweigeschossiger verputzter Massivbau, Fenstergewände in Sandstein, zum Teil auch in Holz, Türgewände in Sandstein mit Schlussstein, Krüppelwalmdach, seitlich Backhaus, alte Tür und originale Fenster - Seitengebäude: zweigeschossig, Erdgeschoss massiv, Obergeschoss Fachwerk, Fenstergewände zum Teil in Holz, spätere Umbauten, Krüppelwalmdach - Einfriedung: Torpfeiler (massiv), bezeichnet mit 1853 und „C. G. H.“, Einfriedungsmauer in Resten erhalten | 08974308 |
|                                         | Seitengebäude eines Vierseithofes, mit Einfriedung des Bauerngartens                     | Rodaer Landstraße 15 (Karte) | 1. Hälfte 19. Jahrhundert                                               | Zeugnis der bäuerlichen Bau- und Lebensweise des 19. Jahrhunderts in Fachwerkbauweise, heimatgeschichtlich von Bedeutung. Erdgeschoss massiv (Bruchstein), Obergeschoss Fachwerk, Giebel massiv, Krüppelwalmdach, Fenstergewände in Holz, originale Fenster. | 08974310 |
| Direkt Bild zu diesem Denkmal hochladen | Seitengebäude und Hofmauer mit Toranlage eines Dreiseithofes                             | Rodaer Landstraße 20 (Karte) | Bezeichnet mit 1817 (Seitengebäude); Ende 19. Jahrhundert (Toreinfahrt) | Obergeschoss Fachwerk hofseitig verputzt, zugewandter Giebel massiv, Zeugnis der bäuerlichen Bau- und Lebensweise des 19. Jahrhunderts, heimatgeschichtlich von Bedeutung. Seitengebäude bezeichnet mit 1817 im Schlussstein, zweigeschossig, Obergeschoss vermutlich in Fachwerk, insgesamt verputzt, steinerne Tür- und Fenstergewände im Erdgeschoss, Satteldach. | 08974467 |
| Direkt Bild zu diesem Denkmal hochladen | Seitengebäude eines Vierseithofes                                                        | Rodaer Landstraße 27 (Karte) | Mitte 19. Jahrhundert                                                   | Schlichter Putzbau mit Holzfenstergewänden, Zeugnis der bäuerlichen Bau- und Lebensweise des 19. Jahrhunderts, baugeschichtlich von Bedeutung. Zweigeschossiger verputzter Massivbau (Bruchstein), originale Putzgliederung am Giebel, Fenstergewände in Holz, originale Fenster, Ziegelsteintraufe, Satteldach. | 08974468 |

## Tabellenlegende
- Bild: Bild des Kulturdenkmals, ggf. zusätzlich mit einem Link zu weiteren Fotos des Kulturdenkmals im Medienarchiv Wikimedia Commons. Wenn man auf das Kamerasymbol klickt, können Fotos zu Kulturdenkmalen aus dieser Liste hochgeladen werden:
- Bezeichnung: Denkmalgeschützte Objekte und ggf. Bauwerksname des Kulturdenkmals
- Lage: Straßenname und Hausnummer oder Flurstücknummer des Kulturdenkmals. Die Grundsortierung der Liste erfolgt nach dieser Adresse. Der Link (Karte) führt zu verschiedenen Kartendiensten mit der Position des Kulturdenkmals. Fehlt dieser Link, wurden die Koordinaten noch nicht eingetragen. Sind diese bekannt, können sie über ein Tool mit einer Kartenansicht einfach nachgetragen werden. In dieser Kartenansicht sind Kulturdenkmale ohne Koordinaten mit einem roten bzw. orangen Marker dargestellt und können durch Verschieben auf die richtige Position in der Karte mit Koordinaten versehen werden. Kulturdenkmale ohne Bild sind an einem blauen bzw. roten Marker erkennbar.
- Datierung: Baubeginn, Fertigstellung, Datum der Erstnennung oder grobe zeitliche Einordnung entsprechend des Eintrags in der sächsischen Denkmaldatenbank
- Beschreibung: Kurzcharakteristik des Kulturdenkmals entsprechend des Eintrags in der sächsischen Denkmaldatenbank, ggf. ergänzt durch die dort nur selten veröffentlichten Erfassungstexte oder zusätzliche Informationen
- ID: Vom Landesamt für Denkmalpflege Sachsen vergebene, das Kulturdenkmal eindeutig identifizierende Objekt-Nummer. Der Link führt zum PDF-Denkmaldokument des Landesamtes für Denkmalpflege Sachsen. Bei ehemaligen Kulturdenkmalen können die Objektnummern unbekannt sein und deshalb fehlen bzw. die Links von aus der Datenbank entfernten Objektnummern ins Leere führen. Ein ggf. vorhandenes Icon  führt zu den Angaben des Kulturdenkmals bei Wikidata.